# Ménières
Ménières (frp. Menyire) – gmina (fr. commune; niem. Gemeinde) w Szwajcarii, w kantonie Fryburg, w okręgu Broye.

## Demografia
W Ménières mieszka 427 osób. W 2020 roku 17,3% populacji gminy stanowiły osoby urodzone poza Szwajcarią.

## Transport
Przez teren gminy przebiega droga główna nr 185.